# Adrián Viudes Guirao
Adrián Viudes Guirao, (Murcia, 21 de diciembre de 1880 - 11 de julio de 1973) fue un aristócrata, político y empresario español.

## Biografía
Hijo del diputado Adrián Viudes Girón (III Marqués de Rioflorido), obtuvo el doctorado en Filosofía y Letras por la Universidad de Murcia, aunque su verdadera vocación fue la de empresario en el campo agrario, hostelero y automovilístico. En 1907 contrajo matrimonio con Amparo Romero Elorriaga.
Su inmersión en la política comienza durante la Dictadura de Primo de Rivera, cuando le fue ofrecida la alcaldía de la ciudad de Murcia, un cargo que nunca llegó a ocupar. Fue Presidente de la Confederación Hidrográfica del Segura en 1935 y Presidente de la Cámara de comercio de Murcia en 1944. Durante la guerra civil española organizó talleres de trabajo dentro de la Prisión Provincial, en los que se elaboraban cestos y cinturones que luego eran vendidos a los combatientes en el frente. Aficionado también a la pintura, llegó a realizar bocetos para las carrozas del Entierro de la Sardina.
Las principales posesiones de Adrián Viudes, dedicadas predominantemente al cultivo de cítricos, se encontraban en Almoradí y Beniaján. Su finca beniajanense de Monteazahar, llegó a ser una de las más productivas del levante español; en esta localidad también mantendría su residencia, donde se erigía la casa-palacio familiar de Villa-Azahar en estilo modernista.